# Fisher Space Pen
Fisher Space Pen er en amerikanskudviklet kuglepen. Det specielle ved denne kuglepen er, at den kan skrive på hovedet, under vandet og i ekstreme temperaturer.
Fisher Space Pen var med på månen i 1969, og har været med på rummissionerne siden.
Teknologien bag kuglepennen er en blækpatron med 4 atmosfæres tryk.